# 戴维·M·布朗
戴维·M·布朗（英語：David Macdowell Brown，1956年4月16日—2003年2月1日）是一名美国航天员，出生於維吉尼亞州阿靈頓郡。在哥伦比亚号航天飞机执行任务时殉职，在火星有一座布朗山即為紀念他而命名。
小行星51825號以其名字命名作為紀念。